# 寶芝林 (電視劇)
《寶芝林》是香港無綫電視1984年拍攝的清裝武打電視連續劇，全劇共20集，監製邱家雄，主要演員有劉德華、董瑋、廖偉雄、湯鎮業、藍潔瑛、劉江等。

## 故事大綱
林世榮 ( 劉德華飾 )靠賣豬肉養活自己的姐姐，並且結識了歐陽菁菁 ( 藍潔瑛飾 )，彼此產生了愛慕之情。 之後，世榮結識了梁寬 ( 董瑋飾 )、牙擦蘇及黃駿義，並且認識了駿義的父親，一代武術宗師黃飛鴻師傅。一向祟尚武術的世榮一直視黃師傅為偶像，遂決定與梁寬及牙擦蘇拜黃飛鴻為師。
拜師後，世榮因醉心於武術，而忽略了菁菁，這時菁菁結識了才華橫溢的納蘭正德 ( 湯鎮業飾 )，兩人墮入情網。當世榮再一次向菁菁表白的時候，已經為時已晚，菁菁更已經決定嫁給正德。幾經波折，世榮最終憑著一片真誠再次打動菁菁的芳心，但抱得美人歸的同時亦惹來正德的妒忌與憎恨，此時，正德的復仇計劃正向世榮及他身邊的人逐步展開…

## 演員表
- 劉德華 飾 林世榮
- 藍潔藍 飾 歐陽菁菁
- 湯鎮業 飾 納蘭正德
- 董　瑋 飾 梁　寬
- 余慕蓮
- 羅振彪
- 高妙思
- 黎壁光
- 李國麟 飾 黃俊義
- 廖偉雄 飾 牙擦蘇
- 麥子雲
- 虞天偉
- 鄧汝超
- 陳有后飾 貴叔
- 劉　江 飾 黃飛鴻
- 劉淑儀 飾 陳英
- 朱　剛
- 關　鍵
- 何貴林
- 朱鐵和 飾 石震岳
- 徐廣林
- 馬慶生
- 方偉明
- 凌禮文
- 石中玉
- 區　嶽
- 曹　濟
- 李揚道
- 譚一清
- 石毅魂
- 張文光
- 吳博君
- 吳華山
- 鄭藩生
- 盧國偉
- 梁少狄
- 楊澤霖 飾 段霸天
- 梁　雄
- 梁潔芳
- 羅麗娟
- 白　蘭
- 上官玉
- 陳安瑩
- 佩　雲
- 陳嘉碧
- 駿　雄
- 李雲光
- 張志強
- 關灼元
- 白文彪
- 陳中堅
- 孫季卿
- 何廣倫
- 霍潔貞
- 許逸華
- 胡美儀
- 馬慧玲
- 黃志偉
- 吳家麗
- 梅　蘭
- 陳嘉賢
- 吳業光
- 駱應鈞
- 談泉慶
- 梁鴻華
- 黃宗賜
- 何璧堅
- 劉偉海
- 黃造時
- 洪棟樑
- 曾楚霖
- 黎少芳
- 梁志芳
- 葉麗霞
- 陳狄克
- 鮑偉亮
- 何禮男
- 潘宏彬
- 林文偉
- 俞　明
- 池佩芬
- 陳玉麟
- 楊子韜
- 劉國誠
- 麥皓為
- 江志深
- 馮　國
- 朱璧汶
- 王凱筠
- Antonio Bastos Tony
- 陳耀強
- 方　州
- 王道林
- 徐國強

## 外部連結
- 《寶芝林》 GOTV 第1集重溫